# إعلانات الشبكات الاجتماعية
أشكال الإعلان عبر الشبكة الاجتماعية
هناك ثلاثة تصنيفات رئيسية للإعلان عبر الشبكة الاجتماعية وهي ما يلي:
- •	الإعلان المباشر الذي يعتمد على شبكة الإنترنت الخاصة بأصدقائك -  وهذا يمكن أن يكون الشكل الأكثر فعالية ولكن يؤدي أيضا إلى حدوث الكثير من الجدل. ومن الأمثلة على ذلك مشروع منارة الفيسبوك.[1] فبناء على الإجراء الذي يتخذه صديقك، من الممكن أن ترى رسالة في تغذية الأخبار الخاصة بك قائلة «لقد اشترى بوب سي دي راديوهيد من عالم الموسيقى (ميوزيك وورلد)». وبالتالي من الممكن أن تكون هذه طريقة فعالة للغاية لأن أغلبية الناس يتخذون قرارا بصدد شراء شيء ما أو أشياء عدة ما دام الأمر يعتمد على تواجدهم مع مجموعة من الأصدقاء المقربين لهم. ومع ذلك، هناك أيضا الكثير من الجدل الذي يدور حول هذا الأمر لأنه من الممكن اعتبار ذلك استغلال للعلاقات الشخصية لديك مع أصدقائك وقد يثير أيضا مخاوف حول الخصوصية.
- •	الإعلان المباشر الموجود على موقع التواصل الاجتماعي -  يعد هذا شكلاً أكثر تقليدية من الإعلان عبر شبكة الإنترنت والذي يعد أقل فعالية من غيره من الإعلانات. الأمر تمامًا كما لو كنت قد رأيت لافتة إعلانات على مواقع أخرى كثيرة، وهذا هو مفهوم مماثل إلا على موقع التواصل الاجتماعي. كما يمكنك أيضًا أن ترى هذه الإعلانات – على سبيل المثال – كما لو كانت لبنة في أعلى يمين صفحات ماي سبيس، أو كلافتة على يمين الملفات الخاصة بالفيسبوك وهلم جرا. ومع ذلك يوجد أيضًا نوعان من الفروقات – تكمن أولاها في أن هذه الشبكات الاجتماعية يمكنها الاستفادة من البيانات الديموغرافية في ملفك الشخصي وبالتالي تستهدف الإعلان المباشر لك. ثانيًا، يمكن أيضًا وضع هذه الأنواع من الإعلانات من قبل المطورين الأفراد على صفحات التطبيق الخاصة بهم وذلك من خلال الشبكات الإعلانية. فلديهم إمكانية الوصول إلى نفس البيانات ويمكن أيضًا أن يوفروا دخلًا لمطوري التطبيقات وذلك بمنحهم المزيد من الدافع لإنشاء تطبيقات وإعطاء المعلنين فرصة الحصول على طريقة أكثر جاذبية للوصول إلى هؤلاء المستخدمين للشبكات الاجتماعية.
- •	و أخيرًا الإعلان غير المباشر عن طريق إنشاء «مجموعات» أو «صفحات» -  يعد هذا هو أسلوب التسويق المبتكر الذي يمكن للشركة من خلاله إنشاء «صفحة» أو «مجموعة» يمكن للمستخدمين اختيار الانضمام لها. ويمكنهم استخدام ذلك لتكوين ما يعرف باسم «مشتركين» أو «مشجعين» والاستفادة من ذلك في التسويق من أجل المنافسة والذي من دوره يعد منتجًا جديدًا أو ببساطة لزيادة الوعي بالعلامة التجارية. ومما هو جدير بالذكر أنه يمكن أيضًا لهذه المجموعات أن تتزايد في أعداد المشتركين بها بشكل ملحوظ والتي من الممكن أن تصبح أداة تسويقية فعالة جدًا.